# سك العملة
سك العملة هي صناعة العملات المعدنية وذلك بإجراء عملية دمغ على سبيكة محددة ذات تركيب خاص حسب معايير الدولة المصدرة للعملة. يُسمَّى من يصنع النقود ضرباً أو طباعةً سكَّاك.
قالب العملة (صبغة مكتوبة قديمًا) هو أحد القطعتين المعدنيتين المستخدمتين لضرب العملة المعدنية واحدة لكل جانب من جوانب العملة. يحتوي القالب على نسخة معكوسة من الصورة التي ستضرب على العملة المعدنية. يشير ضرب العملة المعدنية إلى الضغط على صورة في القرص المعدني الفارغ أو اللوح المعدني وهو مصطلح يعود إلى الأيام التي كانت تُضرب فيها القوالب بالمطارق لتشويه المعدن إلى صورة القوالب.
أصبحت القوالب الحديثة المصنوعة من الفولاذ المقوى قادرة على إنتاج مئات الآلاف من العملات المعدنية قبل إيقافها وتشويهها. المقص هو الخردة الناتجة عن ثقب فراغات العملة المعدنية من شريط متصل من المعدن.

## التاريخ
ارتبطت العملة بالإنسان من أقدم العصور، وقد عرف من خلال تاريخ العملات المعدنية، يذكر أن سك العملة المعدنية عرف في القرن السابع قبل الميلاد، حين سكت أول عملة في ليديا وكانت مصنوعة من الذهب والفضة والإلكتروم. هذا الاختراع الذي جاء بأمر من الدولة انتقل إلى اليونان هناك انتشر إلى مناطق أخرى من منطقة البحر الأبيض المتوسط. أثناء ذلك، ووبعيدا عن تلك المناطق، وظهرت العملات المعدنية وسكها في الصين ثم انتشرت في كوريا واليابان.

## قوالب العملات القديمة
قبل العصر الحديث كانت قوالب العملات المعدنية تُصنع يدويًا بشكل فردي بواسطة الحرفيين المعروفين باسم النقاشين. في الأوقات الصعبة -مثل أزمة الإمبراطورية الرومانية في القرن الثالث- كانت القوالب لا تزال تستخدم حتى عندما أصبحت مهترئة للغاية أو حتى عندما تشققت. وكان القالب الموجود على جانب المطرقة عادةً الجانب العكسي (الخلفي) يميل إلى التآكل أولاً. وكانت الألواح عادة ساخنة قبل الضرب. في بعض العملات الرومانية الإقليمية يعتقد البعض أن الملقط المستخدم لتحريك القطعة الساخنة ترك انبعاجات دائمة في وسط العملات النهائية. ويعزو آخرون هذه العلامات إلى الأدوات المستخدمة في تسوية الأسطح كجزء من تحضير الألواح.
تشير الآثار التجريبية إلى أنه من المتوقع أن يستمر القالب السفلي لمدة تصل إلى 10000 ضربة اعتمادًا على مستوى التآكل الذي يُعتبر مقبولاً. يبدو أن القوالب العلوية تتمتع بنطاق عمر أطول بكثير مع أعمار قابلة للاستخدام تتراوح من أكثر من 100 ضربة إلى ما يقرب من 8000 كما تم الإبلاغ عنها. يشير الجمع بين الأدلة الأثرية والسجلات التاريخية إلى أن منتجي العملات القديمة (في هذه الحالة أمفيكشنز في دلفي) كان بإمكانهم الحصول على ما يصل إلى 47000 ضربة من قالب فردي.

## قوالب العملات المعدنية في العصور الوسطى
كان النقاشون في العصور الوسطى أعضاء في النقابة والذين صنعوا العملات المعدنية.
كانت الغالبية العظمى من العملات المعدنية في العصور الوسطى تُضرب على البارد ولم تكن القطع المعدنية تُسخن. مع أن قوالب العملات في العصور الوسطى كانت مصنوعة إلى حد كبير من الحديد، فقد اكتشفت بعض القوالب بمنطقة صغيرة على وجه القالب مصنوعة من الفولاذ. مع تغير التكنولوجيا والاقتصاد على مدار العصور الوسطى تغيرت أيضًا التقنيات المستخدمة في إنشاء قوالب العملات المعدنية. في حين أن معظم قوالب العملات القديمة استخدمت النقش بكثافة إلا أن العملات في العصور الوسطى المبكرة كانت تهيمن عليها القوالب المصنوعة في الغالب من اللكمات والتي تعمل على إزاحة المعدن من القالب بدلاً من إزالته. وهناك أدلة على أن قواطع القوالب في العصور الوسطى استخدموا أدوات النقش لتخطيط التصاميم وإنشاء الثقوب التفصيلية. ومع ذلك لم يصبح النقش على وجه القالب أمرًا شائعًا حتى أوائل عصر النهضة.

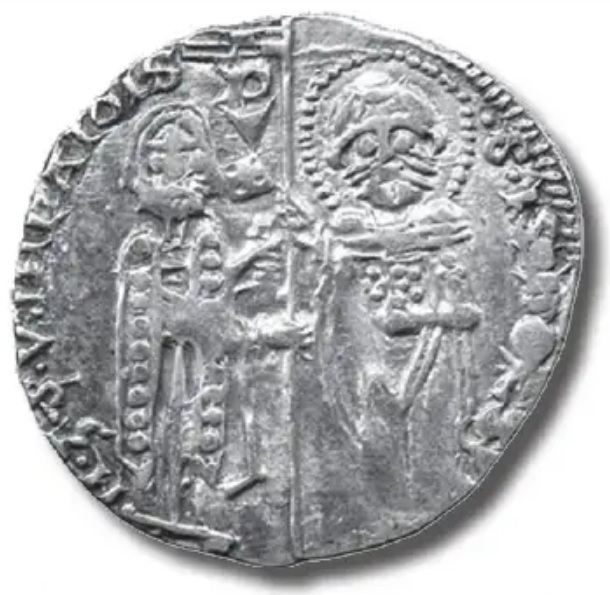
عملة غروسو الفضية المنتجة في دار سك العملة الفينيسية

توجد سجلات مفصلة للغاية لدار سك العملة الفينيسية. يقع زيكا البندقية في قلب المدينة وكان بمثابة مركز للحياة التجارية والرعاية في ذلك الوقت. في أواخر العصور الوسطى كانت القوالب المستخدمة في صنع التورنيسيلو تدوم على النحو التالي: قالب "المطرقة" -حوالي 17000 ضربة- وقالب "السندان" -36000 ضربة-. وكان متوسط إنتاج دار السك هو 20 ألف قطعة نقدية يوميًا لذا كانوا يصنعون مطرقة واحدة تموت يوميًا وسندانًا واحدًا كل يومين. حيث تتآكل قوالب "المطرقة" بشكل أسرع لأنها تميل إلى أن تكون أصغر حجمًا وتتعرض للضرب مباشرة بالمطرقة، مما يؤدي إلى ظهور فطريات شديدة على القمم. وكانت العملة المعدنية الأكثر أهمية التي أنتجتها دار سك العملة الفينيسية هي عملة سيلفر جروسو وهي عملة مصممة على غرار العملات المعدنية المنتجة في دار سك العملة البيزنطية. صُممت دار سك العملة الفينيسية على غرار دار سك العملة البيزنطية. وبدأ انحدار الفضة جروسو في ظل حكم الدوق أندريا داندولو في عام 1343. كما شهد حكمه صعود الدوقية الذهبية مما أدى تقريبًا إلى القضاء على الدوقية الفضية بالكامل.

## إنتاج القوالب الحديثة

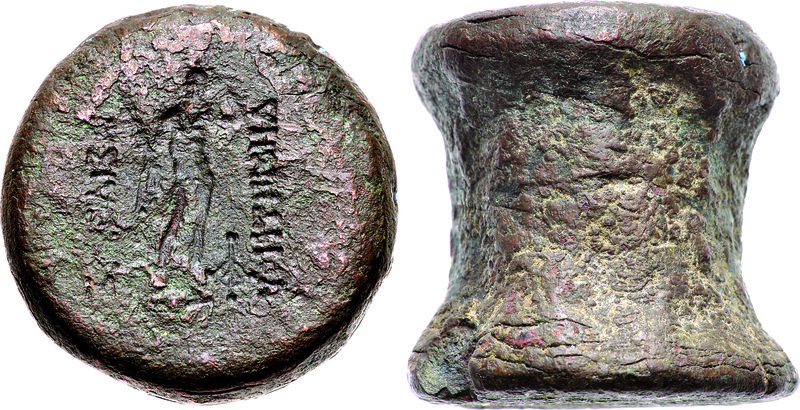
القالب الخلفي لعملة ديميتريوس الأول من باكتريا 200-185 قبل الميلاد

### ملاحظة حول التهجئة
في زمن صموئيل بيبس في القرن السابع عشر قاموا باستخدام التهجئة "صبغة" وهي التهجئة التي استمرت في بعض الأوساط حتى القرن العشرين.

### طرق الإنتاج

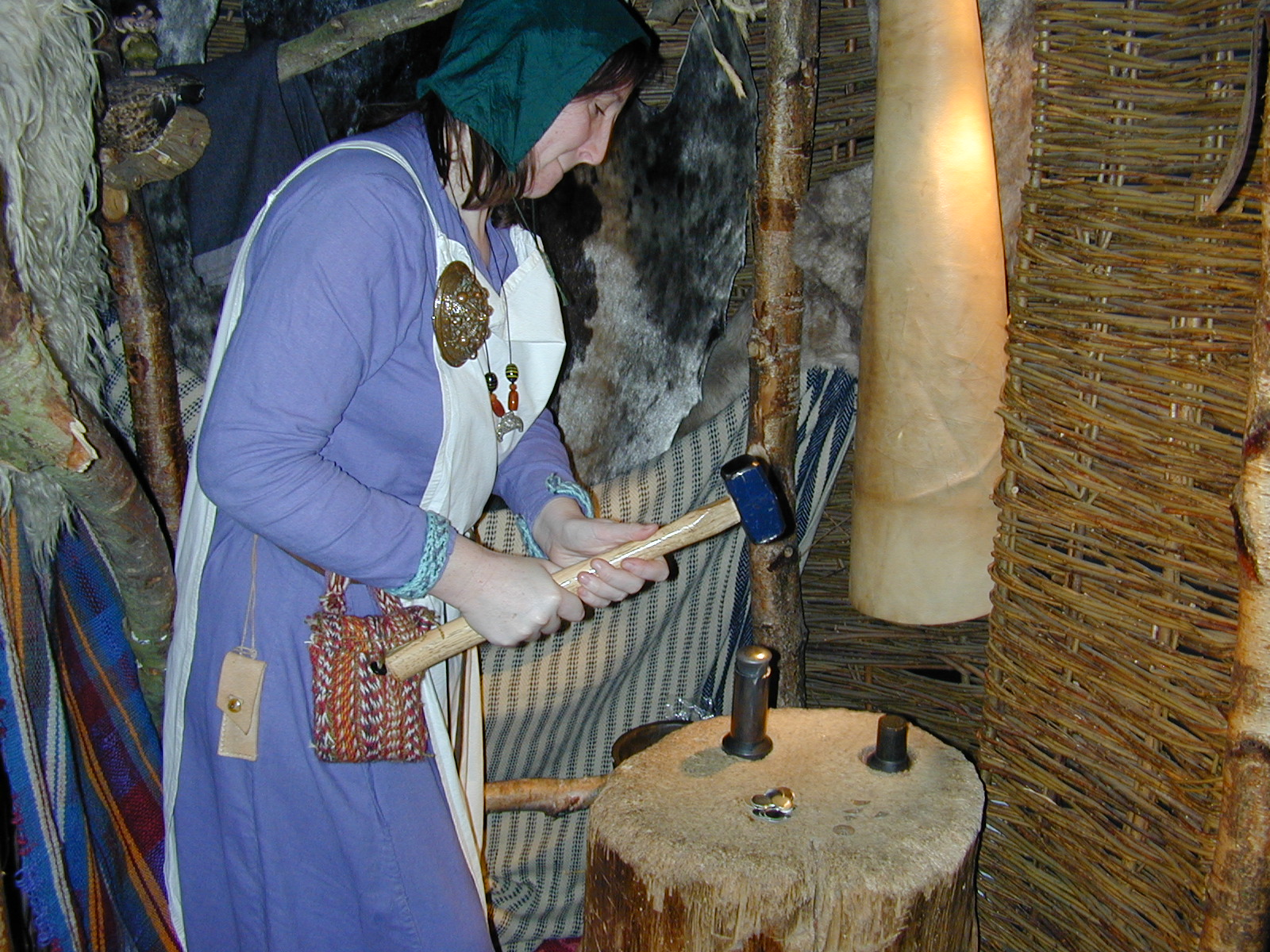
ممثلو الفايكنج يعرضون إنتاج العملات المعدنية

أولاً يقوم الفنان بإنشاء نموذج جبس كبير للعملة المعدنية. بعد ذلك يُطلى نموذج الجبس بالمطاط. بعدها يستخدم قالب المطاط لصنع الجلفانو الإيبوكسي. كل هذا يحدث على مقياس يبلغ حوالي ثماني بوصات. ثم تقوم آلة التخفيض بأخذ عدة أيام لتقليل الصورة على محور رئيسي من الفولاذ. ومن ثم يقومون بمعالجة المحور الرئيسي بالحرارة لجعله صلبًا. وبعد ذلك يستخدم المحور الرئيسي لصنع عدد قليل من القوالب الرئيسية عبر عملية التجميع والتي تتضمن الضغط على المحور الرئيسي في قطعة فولاذية فارغة لطباعة الصورة في القالب. بعد ذلك يستخدم القالب الرئيسي لتشكيل أكبر عدد ممكن من المحاور العاملة حسب الحاجة من خلال نفس العملية ثم توضع المحاور العاملة من خلال نفس العملية لتشكيل القوالب العاملة. هذه القوالب العاملة هي القوالب الفعلية التي ستضرب العملات المعدنية. ويمكن تكرار عملية نقل المحور إلى القالب عدة مرات حسب الضرورة من أجل تكوين عدد القوالب اللازمة لصنع عدد العملات المعدنية المطلوبة. الفرق بين المحور والقالب هو أن المحور يحتوي على صورة مرتفعة والقالب يحتوي على صورة بارزة لذا فإن أحدهما يشكل الآخر.
عند صنع قوالب العمل فإن دار السك[أي منها؟] وجدوا أنه من خلال استخدام كمية أقل من الضغط في مكبس المحور يمكنهم إطالة عمر المحاور والقوالب المستخدمة. ومع ذلك -بين كل عملية تجميع- يجب أن يخضع القالب الذي يُصنّع لعملية التلدين لتليين الفولاذ مما يجعل من الأسهل إدخال صورة المحور في القالب. مع تشكيل القالب على البارد في مكبس التشكيل فإن عملية التصلب بالعمل تجعل القالب أكثر صلابة وقوة مما هو عليه في حالته الأصلية (وهي ميزة مقارنة بنقش القالب).
إذا لم يقوموا بمحاذاة القالب مع المحور بشكل دقيق عند تعرضه لعملية تمحور أخرى فإن النتيجة هي صورة ثانوية أو مضاعفة. حيث يُطلق على هذه العملية اسم مضاعفة القالب وهي تؤدي إلى ظهور عملات معدنية مذهلة مثل عملة المائة المضاعفة الشهيرة لعام 1955.

## الوجه الثالث للعملة
على حافة العملة الأمريكية من فئة العشرة سنتات والربع والنصف دولار والعديد من العملات العالمية توجد حواف تشبه النتوءات تسمى التضليع. بعض العملات الأمريكية القديمة والعديد من العملات العالمية لها تصميمات أخرى على حافة العملة. وفي بعض الأحيان تكون هذه التصاميم بسيطة مثل الكروم أو أنماط شريطية أكثر تعقيدًا أو ربما عبارة -كما هو الحال على عملة الدولار الأمريكي- والتي يوجد عليها التاريخ وعلامة السك والشعار "من كثير إلى واحد". في التاريخ الأكثر حداثة نقلت هذه الأنواع من التصاميم إلى العملة المعدنية من خلال قالب ثالث متعدد الأقسام يسمى قالب الطوق والذي يكون قطر الحافة الداخلية له هو نفس قطر حافة العملة المعدنية. فعندما تصطدم القوالب الأمامية والخلفية للعملة بالقطعة المعدنية تتمدد القطعة المعدنية لتملأ الطوق مما يؤدي إلى طباعة تصميم الطوق في حافة العملة المعدنية. بعد ذلك تفصل أقسام الطوق للسماح بإزالة العملة المعدنية. وعندما يكون الطوق مفقودًا يؤدي ذلك إلى نوع من الخطأ يسمى الضربة العريضة. كما تعتبر العملة المعدنية ذات النقش العريض بشكل عام أكثر تسطحًا وأكبر حجمًا إلى حد كبير من العملة المعدنية العادية غير ذات الخطأ من نفس الفئة. أما الطريقة الثانية والأسرع لتطبيق التصميم على حافة العملة المعدنية فهي استخدام آلة نقش الحافة. حيث تدخل العملة المعدنية المضروبة إلى الماكينة ثم تقوم الماكينة بالضغط على التصميم في حافة العملة المعدنية. في بعض الأحيان تستخدم دار السك كلا الطريقتين لتطبيق تصميم الحافة. على سبيل المثال استخدمت دار سك العملة الأمريكية آلة صقل الحواف لكتابة حواف العملات النقدية الرئاسية المطبوعة تجاريًا بالإضافة إلى طوق للإصدارات التجريبية من هذه العملات.

## زواج القالب
أثناء عملية الإنتاج النموذجية أو عملية سك العملة (خاصة عندما تستخدم مكابس ثقيلة لعمليات الإنتاج الكبيرة) يقومون باختيار قالب من مجموعة مكونة من عدة قوالب للواجهة ويُختار قالب آخر من مجموعة مختلفة من القوالب للجزء الخلفي من العملة المراد صنعها. ثم يقوم موظف الدار بوضع كل قالب في آلة سك العملة لبدء التشغيل. وعند اكتمال التشغيل تُزال القوالب من المكبس. يكرر هذا الإجراء لكل عملية إنتاج. فقد تحتاج العملات المعدنية التي تسكها كل دار سك العملات المعدنية في كل عام إلى عدة دورات إنتاج من أجل استكمال طلباتها.
إذا استخدم أكثر من قالب واحد إما للواجهة أو للخلف فيمكن تحديد فروق دقيقة بين كل قالب. وعادةً ما يكون هذا مخصصًا فقط للعملات المعدنية الأمريكية المبكرة حيث تصنّع قوالب العملات الحديثة باستخدام أجهزة الكمبيوتر -لذا ما لم يكن هناك خطأ في قالب العملة- فإن جميع القوالب تكون متطابقة. بالإضافة إلى ذلك يمكن أيضًا استخدام الموضع النسبي بين الجزء الخلفي والأمامي لتحديد القوالب التي تستخدم في العملية التي أنتجت عملة معينة. في الولايات المتحدة تسك العملات المعدنية عادةً من الرأس إلى الذيل، وهذا يعني أن "الجزء العلوي" من أحد جانبي العملة يقع على الجانب المقابل تمامًا للعملة مثل "الجزء السفلي" من الجانب الآخر، مما يؤدي إلى عرض ميزات العملة المعدنية بشكل صحيح عند تدوير العملة المعدنية على محور أفقي. ويُطلق على هذا اسم محاذاة "تحويل العملة". المحاذاة الصحيحة لـ "دوران العملة المعدنية" هي بالضبط 180 درجة؛ ومع ذلك -بسبب حقائق عملية الآلة- يمكن أن تختلف هذه الزاوية بجزء من الدرجة. وفي حالات نادرة قد يصل هذا الانحراف إلى عدة درجات ويمكن ملاحظته بسهولة بالغة. ومع ذلك حتى الانحرافات الصغيرة جدًا يمكن أن تحدد دورة الإنتاج التي سكت فيها العملة المعدنية. عند القيام بذلك يطلق عليه اسم زواج القالب. حيث يعتبر زواج النقود مهمًا بشكل خاص فيما يتعلق بنصف الدولار الأمريكي الذي سك في دار سك النقود في نيو أورليانز عام 1861؛ لأنه يثبت ما إذا كانت العملة المعدنية قد سكت باستخدام منشأة سك النقود تحت سيطرة الاتحاد أو ولاية لويزيانا أو الكونفدرالية.

## الاستخدامات
في المطابع الحديثة تضرب القالب حوالي 120 عملة معدنية في الدقيقة. ويؤدي هذا الصك السريع إلى تآكل القوالب. حيث تعد سبائك النيكل من بين المعادن الرئيسية المستخدمة في العملات المعدنية اليوم ولكنها أكثر صلابة من المعادن المعدنية القديمة الأخرى مثل سبائك الفضة والذهب وبالتالي فإنها تسبب تآكلًا أسرع للقالب. لقد قاموا باستخدام النحاس وسبائك النحاس في سك العملات المعدنية لعدة قرون بسبب قابليتها للطرق وسهولة سكها: ومع ذلك فإنها أيضًا تتآكل عند استخدام القوالب لفترة طويلة. ومن الأمثلة الشهيرة على ذلك "القالب المزدوج للفقراء" الذي ظهر عام 1955. وتُباع هذه العملة كبديل للقالب المزدوج لعام 1955 ولكنها ليست أكثر من مضاعفة التدهور الناتج عن القالب بسبب التآكل في القوالب. عندما تضرب العملة المعدنية لا تسخن القطعة المعدنية. ومع أن القطعة النقدية ستكون أكثر ليونة وقابلية للتشكيل إلا أن الوقت الإضافي والتكاليف الإضافية ستكون باهظة للغاية بالنسبة للسك. وعلى هذا يتدفق المعدن البارد إلى القالب تحت الضغط العالي.
يمكن أن تحدث الأخطاء في أي مرحلة من مراحل عملية التصنيع وهذه الأخطاء هي شيء يبحث عنه بعض هواة الجمع. الأخطاء التي تحدث في العملة المعدنية أثناء صنع القالب تكون مرغوبة أكثر من الأخطاء التي تحدث في وقت الضرب. على سبيل المثال فإن القالب المزدوج حيث يظهر التاريخ أو شعار آخر مرتين بشكل منحرف قليلاً غالبًا ما يكون خطأ مرغوبًا فيه للغاية. وأخطاء الضربات تكون فريدة بشكل عام في حين أن جميع العملات المعدنية التي تضرب بقالب خطأ سيكون لها نفس الخاصية. وهذا يجعلها أكثر قابلية للتحصيل. العملة المعدنية المزدوجة الأكثر شهرة في المائة عام الماضية هي عملة لينكولن سنت المزدوجة التي صدرت عام 1955. حيث يقومون بتداول هذه المنتجات بمئات الدولارات لأن الخطأ فيها يمكن ملاحظته بسهولة من قبل أي مراقب عادي. وتتطلب العديد من أخطاء القالب المزدوج رؤية عدسة مكبرة على الأقل. كما يمكن أن يحدث التضاعف في مرحلة المحور أيضًا. بعض الأخطاء الأحدث هي عبارة عن مركز مضاعف. والأكثر شهرة هو وجود سنت مزدوج من عام 1995 ضوعف محوره.

## حالة القالب النهائية "الطرفية"
حالة القالب الطرفية -كما يشير الاسم- هي الحالة الأخيرة التي يستخدم فيها أي قالب. وهذه هي حالة القالب الذي بدأ يصاب بفشل هيكلي خطير نتيجة الشقوق. إن القالب في مثل هذه الحالة إذا لم يزال من الخدمة سوف يصبح غير صالح للاستخدام عن طريق الكسر. كما هو الحال مع أي جزء معدني فإن القوالب معرضة للفشل بسبب الضغوط الهائلة المستخدمة لطباعة صورة القالب على القطعة الفارغة. حيث أزيلت بعض القوالب عند ملاحظة عيب مجهري في حين استخدمت قوالب أخرى حتى تحطمت إلى قطع حرفيًا. وتحتوي مؤسسة باس على مثال جدير بالملاحظة بشكل خاص لعملة ربع نسر من عام 1806/4 (عملة ذهبية أمريكية بقيمة 2.50 دولار) حيث انكسر جزء من القالب،مما أدى إلى كسر كبير في الحافة فوق "LI" في "LIBERTY" على الواجهة.
في أغلب الأحيان تؤدي حالة القالب الطرفية إلى ظهور هياكل تشبه الشقوق على العملة المعدنية. من الممكن ملاحظة مثال جيد على عملة الدايم ليبرتي سيتد الصادرة عام 1839. حيث يمكن رؤية سمة تشبه الشق بوضوح عبر التاريخ والدرع والنجمة الثانية. ويبدو هذا الهيكل الذي يشبه الشق وكأنه مادة متراكبة على سطح العملة المعدنية؛ وذلك لأن الشق الموجود على القالب يسمح للمادة الخام بالتدفق إليه أثناء عملية الختم تمامًا مثل ميزة التصميم المتعمدة. وتظهر بعض العملات المعدنية ميزات تشبه الشقوق المتعددة مما يشير إلى أن القالب يقترب جدًا من نهاية عمره الافتراضي. كما يمكن تسمية العملات المعدنية التي تظهر مثل هذه الميزات بـ "أمثلة حالة القالب النهائية".

## قالب العملة المعدنية ممثل في عملات معدنية أخرى
لقد كان قالب العملة المعدنية في حد ذاته هو الدافع الرئيسي للعديد من هواة جمع العملات المعدنية والميداليات. وأحد أحدث وأشهر هذه العملات هي عملة قاعة المدينة النمساوية في تيرول التي تم سكها في 29 يناير 2003 بمناسبة مرور 700 عام على تأسيسها. حيث يظهر على الوجه الخلفي للعملة عملة جولدينر الفضية. ومع ذلك فإن التصميم سلبي ويمثل قالب عملة كإشارة إلى تاريخ هول كمركز مهم لسك العملات المعدنية.

## روابط خارجية
- تصميم وسك العملات المعدنية إنشاء القالب وعملية السك
- وزارة الخزانة الأمريكية: إعداد قوالب العمل
- "Die-sinking" . Collier's New Encyclopedia. 1921. {{استشهاد بموسوعة}}: يحتوي الاستشهاد على وسيط غير معروف وفارغs: |HIDE_PARAMETER4=، |HIDE_PARAMETER2=، |HIDE_PARAMETER8=، |HIDE_PARAMETER5=، |HIDE_PARAMETER7=، |HIDE_PARAMETER10=، |HIDE_PARAMETER6=، |HIDE_PARAMETER9=، |HIDE_PARAMETER1=، و|HIDE_PARAMETER3= (مساعدة)